# NGC 702
NGC 702 je galaksija u zviježđu Kit.

## Vanjske poveznice
- SEDS: NGC 702